# Chloeres inchoata
Chloeres inchoata là một loài bướm đêm trong họ Geometridae.